# Broque
Broque.de ist ein Label für elektronische Musik mit Sitz in Bad Wiessee.

## Geschichte
Das Label wurde 2004 von Tend (Christian Kausch) und Granlab (Heiko Schwanz) als Non-Profit-Projekt gegründet.

## Konzept
Hauptsächlich tritt das Label als sog. Netlabel auf und vertreibt seine Musik durch kostenfreie Downloads über die eigene Website, sowie gleichzeitig über diverse andere zum Teil kostenpflichtige  Downloadplattformen. Zwischen 2005 und 2008 gab es auch eine eigene Vinylserie mit 14 Veröffentlichungen und jeweils handgesprühten Covern, vertrieben über Kompakt und deejay.de. Die Idee zum Label kam über die CD-Kompilation „10 Jahre oder auf Brot“, welche gleichzeitig das erste Release darstellt. „Oder auf Brot“ war ein in Thüringen erschienenes kostenlos verteiltes Techno-Fanzine, unter dessen Namen sich seit 1994 einige DJ’s, Produzenten, Flyermacher und andere Künstler lose zusammengeschlossen hatten, um gemeinsam Veranstaltungen zu organisieren. Dies war die Basis der heute bestehenden Künstlercommunity, aus der bereits einige über den Netlabelbereich hinaus bekannte Namen hervorgegangen sind. Musikalisch bewegt sich das Label relativ frei zwischen House und Techno mit Ausflügen zu Ambient, Dub und Experimenten.
Broque wurde von den Lesern des DeBug-Magazins mehrmals in die Jahres-Charts gewählt, sowie die Aroma-EP von Paul Brtschitsch & Cio D' Or (Broque-LP015) von den Lesern der Zeitschrift Groove im Jahre 2009 auf Platz 13.